# Câmara Municipal de Aracaju
Câmara Municipal de Aracaju é o órgão legislativo do município de Aracaju, capital de Sergipe. Composta por 26 vereadores, é a maior câmara municipal de Sergipe. Sua sede atual, conhecida como Palácio Inácio Barbosa, fica no centro da cidade, na Praça Olímpio Campos, nº 74, e foi fundada no século XX.

## Mesa Diretora
A atual composição da Mesa da Câmara Municipal de Aracaju é a seguinte:
| Cargo           | Nome                 | Partido      |
| --------------- | -------------------- | ------------ |
| Presidente      | Ricardo Vasconcelos  | PSD          |
| Vice-Presidente | Pastor Diego         | UNIÃO BRASIL |
| 1° Secretário   | Sgt. Byron           | MDB          |
| 2° Secretário   | Joaquim da Janelinha | PDT          |
| 3° Secretário   | Moana Valadares      | PL           |

## Composição
Possui atualmente 26 vereadores, que exercem mandatos entre 2025 e 2029.

### Bancadas
| Partido      | Vereadores |
| ------------ | ---------- |
| PSD          | 5          |
| UNIÃO BRASIL | 4          |
| PDT          | 3          |
| PL           | 2          |
| PODEMOS      | 2          |
| PSOL         | 2          |
| PSB          | 2          |
| PRD          | 1          |
| PP           | 1          |
| PT           | 1          |
| REDE         | 1          |
| MOBILIZA     | 1          |
| MDB          | 1          |